# آندرس سونسن
آندرس سونسن (دانمارکی: Anders Sunesen; ۱۱۶۷ – ۲۴ ژوئن ۱۲۲۸) اسقف اعظم لوند اهل دانمارک بود. وی به‌همراه والدمار دوم دانمارک در نبرد لیندانیسه در جنگ صلیبی لیوونی حضور داشت.